# Fórmula de Taylor
Fórmula de Taylor ou Polinômio de Taylor ou Série de Taylor é uma expressão que permite o cálculo do valor de uma função por aproximação local através de uma função polinomial. Supondo f infinitamente derivável num intervalo contendo um ponto {\displaystyle x_{0}}, temos:
- {\displaystyle T(x)=f(x_{0})+f'(x_{0})\cdot (x-x_{0})+{\frac {f''(x_{0})\cdot (x-x_{0})^{2}}{2}}+{\frac {f'''(x_{0})\cdot (x-x_{0})^{3}}{6}}+...}
- {\displaystyle T(x)=\sum _{n=0}^{\infty }{\biggl (}{\frac {f^{(n)}(x_{0})\cdot (x-x_{0})^{n}}{n!}}{\Biggr )}}[1]

Assim, pode-se ganhar precisão até quanto se queira. Para {\displaystyle n=1}, por exemplo:
- {\displaystyle T_{1}(x)=f(x_{0})+f'(x_{0})\cdot (x-x_{0})}

Esta é uma função que descreve a equação de uma reta (devido ao expoente {\displaystyle 1} relativo à variável {\displaystyle x}).
Esta reta possuí o coeficiente angular {\displaystyle f'(x_{0})}, logo, o gráfico de {\displaystyle T} é uma reta tangente ao gráfico de f no ponto {\displaystyle (x_{0},f(x_{0}))}.
É importante ressaltar que este conceito está diretamente ligado à ideia de diferencial.

## Exemplo
Encontrar {\displaystyle \ln 1,0031}
- {\displaystyle f(x)=\ln x}   (função envolvida no problema)
- {\displaystyle x_{0}=1}      (ponto próximo onde conheço o valor da função)

{\displaystyle T(1,0031)=\ln 1+1/1\cdot 0,0031=0,0031=>\ln 1,0031\approx 0,0031}

## Margem de erro para primeira ordem
Ao fazer a aproximação de f no ponto x por T1 no ponto x comete-se um erro:
- {\displaystyle E(x)=f(x)-T_{1}(x)}
- {\displaystyle E(x)=f(x)-f(x_{0})-f'(x_{0})\cdot (x-x_{0})}
- {\displaystyle E(x)/(x-x_{0})=(f(x)-f(x_{0}))/(x-x_{0})-f'(x_{0})}
- {\displaystyle \lim _{x\to x_{0}}E(x)/(x-x_{0})=\lim _{x\to x_{0}}((f(x)-f(x_{0}))/(x-x_{0})-f'(x_{0}))}
- {\displaystyle \lim _{x\to x_{0}}E(x)/(x-x_{0})=f'(x_{0})-f'(x_{0})}
- {\displaystyle \lim _{x\to x_{0}}E(x)/(x-x_{0})=0}

A última expressão significa que o erro cometido tende a zero mais rápido que a diferença {\displaystyle (x-x_{0})}.
A função T que foi examinada é um polinômio de 1ºgrau que é denominado o Polinômio de Taylor, de ordem {\displaystyle 1}, de {\displaystyle f} em volta de {\displaystyle x0} e é escrito como:
- {\displaystyle P_{1}(x)=f(x_{0})+f'(x_{0})(x-x_{0})}